# 株式会社ラブコットン
『株式会社ラブコットン』（かぶしきがいしゃラブコットン）は、樫の木ちゃんによる日本の漫画作品。
『りぼん』（集英社）2007年3月号から2009年2月号まで連載された。単行本全6巻。

## あらすじ
売れない小説家の父親と金銭感覚が全く無い母親、このダメな両親に振り回され続けた金星成は、アフリカに行ってしまった両親を見限って、まだ赤ん坊の弟・降と共に父方の祖母の元に身を寄せる。その祖母が、経営していた洋品店を閉めることになったことから、彼女は生活費を稼ぐ為に、仲間を集めてファッションブランド『ラブコットン』を発足させることを決意する。

## 主な登場人物
金星 成（きんぼし なる）
本作の主人公。高校1年生。15歳。株式会社ラブコットン代表取締役。成績は常に学年首席だが、自己中心的な性格。金銭感覚が無く、子供を顧みない両親に育てられたため、かなりの吝嗇家。将来の夢はヒルズ族になること。ファッションに関しては素人だが、どんな困難も恐れない不屈の根性と行動力を持ち、常識にとらわれない奇抜なアイデアを駆使して仲間たちをリードしていく。
仁科 未来（にしな みらい）
高校1年生。株式会社ラブコットンのデザイナー。常識的で厳格な性格。成のブレーキ役を務める。成の弟・金星降が大好きだが、成のことも少なからず気になっている様子。
早乙女 鈴（さおとめ りん）
高校1年生。株式会社ラブコットンのスタイリストでコーディネーター。身長170cmの派手な美少女で、モデル事務所にスカウトされた経験もある。ファッションに関する知識とセンスは抜群だが、学校の勉強はからっきし。単純な性格。
中野 正（なかの ただし）
高校1年生。株式会社ラブコットンでは洋服の製作を担当。冴えないメガネの容姿で成績も今一つだが、手先が非常に器用。特に縫製の腕前は成のお墨付き。
金星 降（きんぼし ふる）
成の弟で、まだ赤ん坊。くすのき保育園に通っている。株式会社ラブコットンのマスコットボーイ。仁科未来のお気に入り。

## その他
成の弟・降は、樫の木ちゃんの作品『保育園へ行こう!』の舞台でもあるくすのき保育園に通っている設定になっており、第1話では同作品の主人公・楠心愛がカメオ出演している。第3話でも、同作品の登場人物・南野海と西川花が登場した。このときの2人の外見は『保育園へ行こう!』の後日談である『きみとぼくの関係』に準じている。

## 書誌情報
- 樫の木ちゃん 『株式会社ラブコットン』 集英社 〈りぼんマスコットコミックス〉、全6巻。
  1. 2007年7月13日発売、『りぼん』2007年3月号 - 2007年6月号、ISBN 978-4-088-56757-0
    - 泣きむし武勇伝（『りぼん』2007年1月号別冊付録『りぼんmini』）

  2. 2007年12月14日発売、『りぼん』2007年7月号 - 2007年10月号、ISBN 978-4-088-56788-4
    - 株式会社ラブコットン 番外編（『りぼん』2007年秋の大増刊号りぼんスペシャル）
    - 漫画制作4コマ日記 パート2（描きおろし）

  3. 2008年3月14日発売、『りぼん』2007年11月号 - 2008年3月号、ISBN 978-4-088-56804-1
    - 株式会社ラブコットン 番外編（『りぼん』2007年12月号別冊付録）

  4. 2008年7月5日発売、『りぼん』2008年4月号 - 2008年7月号、ISBN 978-4-088-56825-6
    - らぶこっとん
    - あまのじゃくBaby（『りぼん』2008年春の大増刊号りぼんスペシャル）

  5. 2008年12月15日発売、『りぼん』2008年8月号 - 2008年12月号、ISBN 978-4-088-56858-4
    - 番外編 株式会社なんちゃってラブコットン（『りぼん』2008年夏休み大増刊号りぼんスペシャル）
    - 台湾サイン会レポート（『りぼん』2008年秋の大増刊号りぼんスペシャル）

  6. 2009年9月15日発売、『りぼん』2009年1月号 - 2009年2月号、ISBN 978-4-088-67011-9
    - 株式会社ラブコットン 番外編 ファイナル（『りぼん』2009年春の大増刊号りぼんスペシャル）
    - きらきら田舎娘（『りぼん』2009年夏の大増刊号りぼんスペシャルハート）